# Успенівка (Новоукраїнський район)
Успе́нівка — село в Україні, у Смолінській селищній громаді Новоукраїнського району Кіровоградської області. Населення становить 48 осіб. Орган місцевого самоврядування — Смолінська селищна рада.

## Населення
Згідно з переписом УРСР 1989 року чисельність наявного населення села становила 68 осіб, з яких 32 чоловіки та 36 жінок.
За переписом населення України 2001 року в селі мешкало 48 осіб.

### Мова
Розподіл населення за рідною мовою за даними перепису 2001 року:
| Мова       | Відсоток |
| ---------- | -------- |
| українська | 97,92 %  |
| російська  | 2,08 %   |